# Conclave de 1523
El Conclave de 1523 va elegir Giulio de' Medici com a Papa Climent VII per succeir el Papa Adrià VI. Segons l'historiador dels conclaves Baumgartner, va ser "l'últim conclave del Renaixement".